# Flyborgska smällen

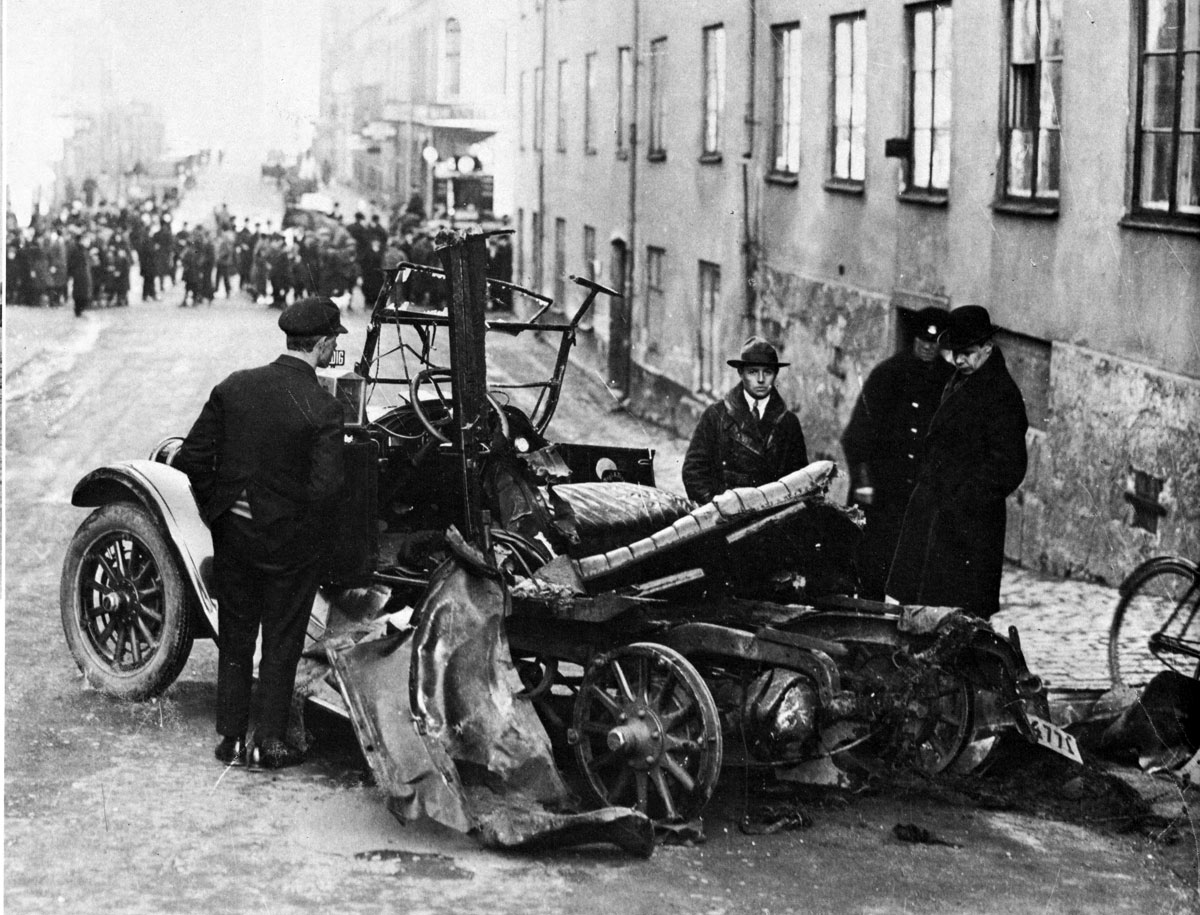
Den söndersprängda taxibilen efter explosionen.

Flyborgska smällen eller Piperska smällen, kallas mordet på direktör Sixten Flyborg (1892–1926) som ägde rum natten till fredagen den 12 mars 1926 klockan 03:13 på Pipersgatans krön framför nummer 14, på Kungsholmen i Stockholm. Mordet utfördes med hjälp av en dynamitladdning, som två attentatsmän fäste på en droskbil, som direktör Flyborg hade beställt fram.
Flyborg ägde tillsammans med Eric von Arbin en tefirma på Kungsholms hamnplan 3. Flyborg och von Arbin hade växt upp tillsammans, varit skolkamrater, tillbringat en tid på sanatorium och fem år på Ceylon, där de fick idén att börja importera te. Alexander Krüger, som var von Arbins kumpan, hade vuxit upp på Artillerigatan på Östermalm. Krüger hade vistats en tid i USA på grund av sitt vilda leverne, som bland annat lett till relegeringar från flera privatskolor. En tid hade han också tagits om hand av Hermann Göring. I slutet av 1922 var han tillbaka i Stockholm och blev närmare bekant med Eric von Arbin. De planlade flera brott och genomförde bland annat försäkringsbedrägerier. 
Vid attentatet mot Sixten Flyborg monterade von Arbin och Krüger sex kilo dynamit på bagagehållaren till en taxi, av märket Buick, som beställts åt denne. Von Arbin tände på stubinen och 90 sekunder senare exploderade laddningen. Explosionen var så kraftig att den påstods ha hörts över hela Kungsholmen. Flyborg avled och hans överkropp återfanns omkring 100 meter från attentatsplatsen, på gården bakom Piperska muren. Chauffören Bror Strömberg undkom däremot med endast smärre skador. 
De båda kumpanerna anhölls redan några timmar efter dådet och erkände efter en veckas förhör. Under tre dagar fick de häktade sitta utan att någon talade med dem och utan vetskap om de resultat man kommit fram till vid undersökningen. För von Arbin blev pressen för stark och han var den som först erkände. Det var inte första gången som de två männen hade försökt att ta Flyborgs liv. Denne hade en livförsäkring på 100 000 kronor och den summan kunde ha räddat firman, som var i ekonomiska svårigheter.
Rättegången väckte mycket stor uppmärksamhet. Domen för båda bestod av livstids straffarbete och ett skadestånd på 72 259 kronor och 40 öre.